# Kabinett Mizzi

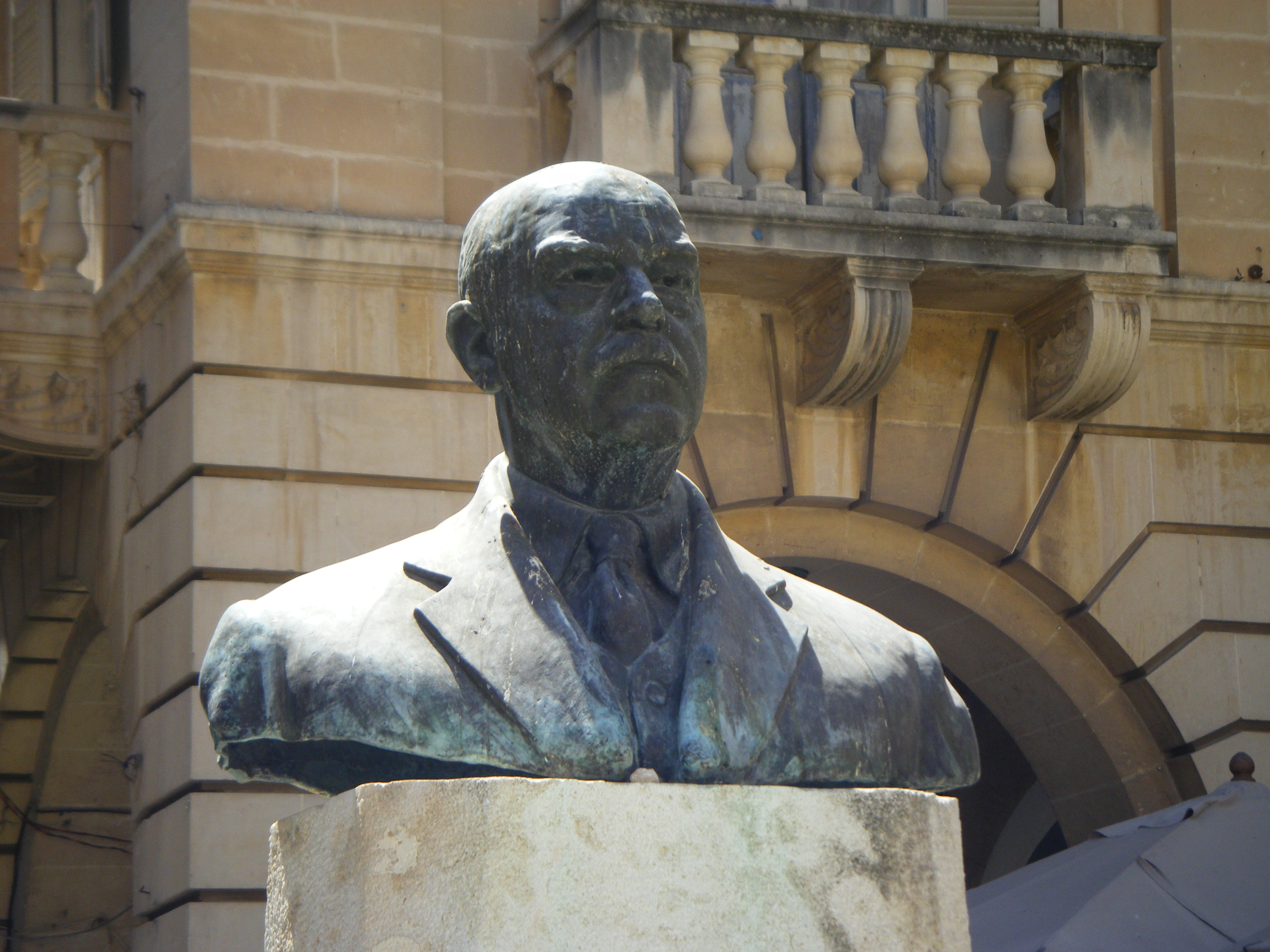
Büste von Enrico Mizzi

Das maltesische Kabinett Mizzi wurde am 26. September 1950 von Premierminister Enrico „Nerik“ Mizzi von der Partit Nazzjonalista (PN) gebildet. Es löste das Kabinett Boffa ab und befand sich bis zum Tode Mizzis am 20. Dezember 1950 im Amt.

## Geschichte
Bei den Wahlen zum Repräsentantenhaus am 2. und 4. September 1950 hatte die Partit Nazzjonalista (PN) Mizzis mit 31.431 Stimmen (29,6 Prozent) mit 12 Mandaten die meisten der 40 Sitze erhalten. Die Partit Laburista (PL) von Dom Mintoff kam auf 30.332 Stimmen (28,6 Prozent) und stellte 11 Abgeordnete, ebenso wie die Malta Workers Party (MWP) des bisherigen Premierminister Paul „Pawlu“ Boffa, auf die 24.616 Wählerstimmen (23,2 Prozent) entfielen. Die weiteren Sitze entfielen auf die Constitutional Party (4 Sitze), die Democratic Action Party (1 Sitz) sowie einen Parteilosen. 
Mizzi bildete daraufhin eine von der Malta Workers Party tolerierte Minderheitsregierung. Er verstarb jedoch bereits knapp drei Monate später, woraufhin der bisherige Minister für Bildung und öffentliche Arbeiten Ġorġ Borg Olivier am 20. Dezember 1950 sein erstes Kabinett bildete.

## Minister
| Amt                                                                                           | Name                     | Partei               |
| --------------------------------------------------------------------------------------------- | ------------------------ | -------------------- |
| Premierminister, Justizminister                                                               | Enrico „Nerik“ Mizzi     | Partit Nazzjonalista |
| Finanzminister                                                                                | John Frendo Azzopardi    | Partit Nazzjonalista |
| Minister für Gesundheit und Wohlfahrt                                                         | Giuseppe Agius Muscat    | Partit Nazzjonalista |
| Minister für Bildung und öffentliche Arbeiten                                                 | Ġorġ Borg Olivier        | Partit Nazzjonalista |
| Minister für Handel und Industrie, Postminister und Minister für Landwirtschaft und Fischerei | Carmelo Caruana          | Partit Nazzjonalista |
| Minister für Auswanderung und Arbeit                                                          | Giuseppe Maria Camilleri | Partit Nazzjonalista |